# Ioduro perossidasi
La ioduro perossidasi (TPO) è un enzima appartenente alla classe delle ossidoreduttasi, che catalizza la seguente reazione:
2 I− + H2O2 + 2 H+ ⇄ 2 I• + 2 H2O
L'enzima è una emoproteina. È presente soprattutto nella tiroide dove viene secreto nel colloide. La TPO ossida gli ioni ioduro I− a iodio elementare ed è implicata negli ormoni della tiroide quali la tiroxina (T4) e la triiodotironina (T3). Negli esseri umani la tiroperossidasi è codificata dal gene TPO.

## Fisiologia
Lo iodio inorganico entra nel corpo soprattutto come ioduro, I−. Dopo essere entrato nel follicolo della tiroide (o nella cellula follicolare della tiroide) via cotrasportatore di Na+/I− (NIS, sodium iodide symporter) situato nel lato basolaterale, lo ioduro è trasportato attraverso la membrana apicale fino al colloide via proteina pendrina, dopo di che la perossidasi della tiroide trasforma lo ioduro in iodio nascente (I•).
L'organificazione dello iodio, cioè l'incorporazione di iodio nella tireoglobulina per la produzione dell'ormone tiroideo, è resa possibile grazie all'azione della TPO, che produce la specie reattiva dello iodio necessaria alla sintesi di tali ormoni.
Le reazioni chimiche catalizzate dalla ioduro perossidasi avvengono sulla superficie esterna della membrana apicale e sono mediate dal perossido di idrogeno.